# Sophie (электронная библиотека)
Sophie — электронная библиотека и ресурсный центр работ авторства немецкоязычных женщин начиная с XVII до начала XX века. Труды авторов этого временного периода часто недостаточно представлены в коллекциях исторических печатных работ.

## Описание
Ресурсы, доступные на сайте, включают литературные и журналистские тексты (в том числе некоторые английские переводы), партитуры и записи, сценарии и драмы, тексты-описания путешествий. Коллекция также содержит тексты пособий для научных исследований и преподавания. Существует также фотогалерея, содержащая портреты и фотографии авторов и иллюстрации из некоторых работ. Большинство текстов, включённых в коллекцию — полные тексты книг, находящихся в общественном достоянии. Целью проекта является свободное распространение литературы, простой в использовании, в открытых форматах, с возможностью воспроизведения на любом компьютере.
С начала работы проекта Sophie ряду магистрантов и аспирантов, а также преподавателей было предложено расширить свои исследования творчества немецкоязычных женщин. В целях содействия такому исследованию проект Sophie издаёт одноимённый онлайн рецензируемый академический журнал, также при содействии проекта вышло несколько антологий и научных работ, посвящённых творчеству немецкоязычных женщин.

## Авторское право
Проект Sophie тщательно проверяет статус всех текстов, опубликованных на своём веб-сайте. Материал добавляется в фонд библиотеки, только если владелец авторского права разрешил подобное размещение, или работа больше не защищена законами об авторских правах. Проект Sophie не претендует на авторские права публикуемых работ. Вместо этого он призывает к их свободному воспроизведению и распространению. Большая часть работ, опубликованных проектом Sophie, находится в общественном достоянии, и может свободно воспроизводиться, распространяться, копироваться и редактироваться пользователями. Владельцы авторских прав, которые предоставили разрешение проекту Sophie публиковать свои работы, перечислены на сайте, среди них, например, Гизела Бринкер-Габлер и её работа «Немецкие поэты с XVI века по настоящее время».